# Karl Borsch
Karl Borsch (Hüls, 1 de agosto de 1959) é um clérigo católico romano alemão e bispo auxiliar na diocese de Aachen.

## Vida
Após o Abitur no Gymnasium Thomaeum em Kempen, Karl Borsch estudou direito entre 1979-1985 em Bonn. Cursou teologia católica em Frankfurt-Sankt Georgen e Freiburg até 1990. A sua ordenação como diácono foi em 1 de dezembro de 1991. Em 26 de setembro de 1992, foi ordenado ao sacerdócio em Aachen pelo bispo Klaus Hemmerle. Ele trabalhou até setembro de 1996 como capelão em Hückelhoven.
Em outubro de 1996, o bispo de Aachen, Heinrich Mussinghoff, o nomeou capelão episcopal e secretário particular, cargos que ocupou até março de 2002. Em 16 de novembro de 1996, recebeu o título de pároco. De outubro de 2002 a março de 2004, trabalhou como diretor do seminário teológico de Aachen, Collegium Paulinum, em Bonn.
Em 21 de novembro de 2003 foi nomeado Bispo auxiliar de Aachen e Bispo Titular da Crepípedula pelo Papa João Paulo II. A consagração episcopal lhe foi dada pelo bispo Heinrich Mussinghoff em 17 de janeiro de 2004 na Catedral de Aachen; os principais co-consagradores foram os bispos auxiliares Gerd Dicke e Karl Reger. No dia da sua ordenação episcopal, Karl Borsch foi também nomeado cônego do capítulo da catedral de Aachen.
Karl Borsch foi membro do Conselho de Curadores para a Formação dos Sacerdotes de julho de 2004 a dezembro de 2012 e desde 1 de julho de 2006 Vigário Episcopal para os Institutos Seculares e Sociedades de Vida Apostólica na Diocese de Aachen. Desde 4 de setembro de 2004, também é Representante Episcopal da Abadia de Mariendonk, Grefrath, e entre 2005-2006, foi Presidente da Associação Caritas da Diocese de Aachen e Vigário Episcopal da Caritas na Diocese. Na Conferência Episcopal Alemã, é membro da Comissão de Educação e Escola e da Comissão de Casamento e Família.
Após a demissão do bispo Mussinghoff, foi eleito no dia 8 de dezembro de 2015 durante o período de vaga como administrador diocesano da diocese de Aachen. Ele assumiu esse posto até a introdução de Helmut Dies como bispo de Aachen em 12 de novembro de 2016.

## Divisa e brasão de armas
O lema do bispo Karl Borsch é: Quaerite primum regnum Dei ("Procure primeiro o Reino de Deus") e vem do Evangelho de Mateus (Mt 6,33).
Seu brasão é baseado no brasão da diocese de Aachen, uma cruz negra sobre um escudo dourado. O escudo vermelho interno exibe no topo um chifre de veado, símbolo de Santo Hubertus, padroeiro da paróquia natal do Bispo Borsch em Kempen. Abaixo, a cruz de Santo Antônio, o Grande, cuja festa é comemorada em 17 de janeiro, dia da consagração do Bispo Borsch.